# Кеннет (Новаківський)
Кеннет Новаківський (нар. 16 травня 1958, Норт-Бетлфорд, Саскачеван) — єпарх Нью-Вестмінстерський (2007—2020), 15 січня 2020 року призначений єпархом Лондонської єпархії Пресвятої Родини; з 4 липня 2022 року — Апостольський візитатор для українців греко-католиків у Ірландії та Північній Ірландії.

## Біографія
Кеннет Новаківський походить із родини канадських українців. Початкову й середню освіту здобув у Норт-Бетлфорді.
1977 рік — студії мас-медіа і публічних зв'язків у коледжі Ґрента Мек'юена.
1978—1980 роки займався публічними зв'язками і менеджментом на трьох різних підприємствах. 1980—1982 роки відбував духовну формацію в отців-редемптористів у Торонто та навчався на філософсько-богословському відділенні Коледжу св. Михаїла (Торонтського університету), де в 1984 році здобув ступінь бакалавра. 1986—1990 роки — навчання в Семінарії св. Йосафата в Римі (бакалаврат із богослов'я в «Анджелікум»).
1989 року в Саскатуні рукоположений на священника (святитель Владика Василь (Філевич), Єпарх Саскатунський.
1989—1991 — завідувач канцелярії та директор Еміграційного б'юра при Верховному Архієпископстві в Римі.
1990 рік — студії з канонічного права в Папському східному інституті в Римі.
1991—1995 — віце-канцлер Львівської архиєпархії та відповідальний за курію.
1991—1992 — віце-ректор Семінарії Святого Духа (Рудно–Львів).
1992—2001 — представник Верховного Архієпископа при адміністрації лікарні ім. Митрополита Андрея Шептицького у Львові.
1994—2001 — президент «Карітас України».
1997—2001 — директор Б'юра харитативних та соціальних програм Львівської архиєпархії.
2001 — голова прес-служби Католицьких Церков в Україні з підготовки візиту Святішого Отця Івана Павла II в Україну. 3 листопада 2001 року — ректор Української католицької семінарії Святого Духа в Оттаві (Канада).
2002 — акредитований зв'язковий прес-б'юра Ватикану для світового з'їзду молоді в Торонті та речник прес-б'юра УГКЦ в Канаді.
2003 — консультор Єпископської Конференції Канади у справах катехизації дорослих.
1 червня 2007 року було повідомлення про призначення о. Кенета, єпархом Нью-Вестмінстерським.
24 липня 2007 року у церкві Святої Марії відбулася архиєрейська хіротонія. Головним святителем був Архієпископ Лаврентій (Гуцуляк), Митрополит Вінніпезький та всієї Канади.
15 січня 2020 року папа Франциск призначив владику Кеннета Новаківського єпархом Лондонської єпархії Пресвятої Родини УГКЦ.
Після початку повномасштабної російської агресії в лютому 2022 року владика Кеннет Новаківський та Українська католицька єпархія Пресвятої родини в Лондоні у партнерстві з Союзом українців у Великій Британії (СУБ) заснували «Український центр підтримки», який надає допомогу українським переселенцям.
4 липня 2022 року папа Франциск призначив владику Кеннета Апостольським візитатором для українців греко-католиків у Ірландії та Північній Ірландії.
Також Кеннет Новаківський виконує обов'язки єпископа для словацьких, білоруських та угорських греко-католиків у Великій Британії.
14 червня 2025 року з нагоди дня народження Короля Чарльза ІІІ владика Новаківський, єпископ Української католицької єпархії Пресвятої Родини в Лондоні отримав почесний орден Британської імперії в ранзі «офіцера» OВЕ. Таким чином уряд Великої Британії відзначив служіння єпископа Кеннета українцям, які вимушені покинути Батьківщину.